# Letter 2 My Unborn
«Letter 2 My Unborn» — посмертный сингл Тупака 2001 года выпуска, в котором он обращается к своему будущему ребёнку; говоря ему как правильно прожить жизнь, не попадая в неприятности, и просто — как выжить.
Семпл взят с трека Майкла Джексона «Liberian Girl» с альбома Bad 1987 года выпуска. В версии сингла Тупака по сравнению с версией Майкла Джексона ускорен темп звучания мелодии и присутствует женский бэк-вокал. На сингл был снят клип, который оказался не столь успешным по сравнению с другими посмертными клипами.

## Дорожки
- Промо 12"

| Сторона А - «Letter 2 My Unborn» — 3:57 - «Letter 2 My Unborn» (instrumental) — 3:57 - «Letter 2 My Unborn» (a cappella) — 3:55                                                        |
| Сторона Б - «Niggaz Nature» (remix) (radio edit) — 3:45 - «Niggaz Nature» (remix) — 5:04 - «Niggaz Nature» (remix) (instrumental) — 5:08 - «Niggaz Nature» (remix) (a cappella) — 4:57 |

- Макси CD

1. «Letter 2 My Unborn» — 3:55
2. «Hell 4 a Hustler» — 4:56
3. «Letter 2 My Unborn» (instrumental) — 3:55
4. «Letter 2 My Unborn» (видеоклип) — 3:55

## Позиции в чартах
| Чарт (2001)                           | Высшая позиция |
| ------------------------------------- | -------------- |
| Бельгия/Фландрия (Ultratop 50)        | 2              |
| Германия (GfK)                        | 76             |
| Ирландия (IRMA)                       | 22             |
| Нидерланды (Dutch Top 40)             | 41             |
| Нидерланды (Single Top 100)           | 61             |
| Великобритания (UK Singles Chart)     | 21             |
| США (Billboard Hot R&B/Hip-Hop Songs) | 64             |